# 丹尼丝·诺顿
丹尼丝·诺顿（英語：Denise Norton，1933年8月7日—），澳大利亚女子游泳运动员。她曾代表澳大利亚参加1950年英联邦运动会游泳比赛，获得一枚金牌和一枚铜牌。她也曾参加1952年夏季奥林匹克运动会。